# سفارة اليابان لدى البحرين
سفارة اليابان لدى البحرين هي البعثة الدبلوماسية لليابان لدى مملكة البحرين، وتقع بالعاصمة المنامة.